# Lodovico Pico della Mirandola
Lodovico Pico della Mirandola (Mirandola, 9 de dezembro de 1668 - Roma, 10 de agosto de 1743) foi um cardeal do século XVIII

## Biografia
Nasceu em Mirandola em 9 de dezembro de 1668, Mirandola, diocese de Reggio Emilia. Da família dos duques della Mirandola. Ele era o oitavo dos nove filhos de Alessandro II, duque della Mirandola e marquês de Concordia, general do exército francês, e Anna Beatrice d'Este. Os outros irmãos eram Maria Isabella, Laura, Francesco Maria, Galeotto, Virginia, Fulvia, Giovanni e Alessandro. Parente do cardeal Antonmaria Salviati (1583). Ele também está listado como Ludovico Pico.
Obteve o doutorado in utroque iure , direito canônico e civil. Recebeu as insígnias do caráter clerical, em 1º de novembro de 1683.
Depois que os franceses atacaram sua cidade, ele escapou para Bolonha; depois para Roma; e finalmente para Viena, onde o imperador o recebeu e apoiou. Regressou a Roma e foi nomeado prelado doméstico de Sua Santidade. Clérigo da Câmara Apostólica, 21 de maio de 1699. Prefeito dos Cubiculi de Sua Santidade, 7 de junho de 1706.
Recebeu o subdiaconato (não foram encontradas mais informações).
Eleito patriarca titular de Constantinopla, em 25 de junho de 1706, com dispensa por ter recebido apenas o subdiaconado. Assistente do Trono Pontifício, 28 de junho de 1706. Consagrado, 11 de julho de 1706, na igreja de San Ignazio, Roma, pelo cardeal Fabrizio Paolucci, auxiliado por Giuseppe Vallemani, arcebispo titular de Atene, e por Ulisse Giuseppe Gozzadini, arcebispo titular de Teodosia. Prefeito do Paço Apostólico, em 24 de outubro de 1707, e governador de Castelgandolfo, por um triênio.
Criado cardeal e reservado in pectore no consistório de 18 de maio de 1712; publicado no consistório de 26 de setembro de 1712; recebeu o gorro vermelho e o título de S. Silvestro in Capite, em 21 de novembro de 1712. Camerlengo do Sacro Colégio dos Cardeais, de 4 de janeiro de 1717 a 10 de janeiro de 1718. Transferido para a sé de Senigallia, com título de arcebispo, em novembro 22 de 1717. Prefeito da SC das Indulgências e das Sagradas Relíquias. Participou do conclave de 1721, que elegeu o Papa Inocêncio XIII. Prefeito da Participou do conclave de 1721 , que elegeu o Papa Inocêncio XIII. Prefeito da SC de Correção dos Livros da Igreja Oriental de 1722 até sua morte. Participou do conclave de 1724, que elegeu o Papa Bento XIII. Renunciou ao governo da diocese, em 10 de setembro de 1724. Retornou a Roma e foi nomeado arcipreste da patriarcal basílica liberiana em julho de 1730. Optou pelo título de S. Prassede, em 24 de abril de 1728. Participou do conclave de 1730, que elegeu Papa Clemente XII. Renunciou ao cargo de arcipreste. Optou pela ordem dos bispos e pela sé suburbicária de Albano, em 9 de abril de 1731. Participou do conclave de 1740, que elegeu o Papa Bento XIV. Optou pela sede suburbicária de Porto e Santa Rufina, em 29 de agosto de 1740. Vice-decano do Sacro Colégio dos Cardeais.
Morreu em Roma em 10 de agosto de 1743, em seu palácio romano ao lado da basílica de Ss. XII Apostolos (2) . Transferido para aquela igreja no dia seguinte, onde ocorreu a capella papalis em 12 de agosto de 1743; e mais tarde, o corpo foi levado para a nova igreja da arquiconfraria de Santissimo Nome di Maria a Colonna Trajana , Roma, da qual havia sido um ilustre benfeitor; e enterrado lá, de acordo com sua vontade; junto ao altar-mor existe uma placa esplendidamente decorada e com as suas armas (3). Seu coração foi sepultado na igreja de S. Prassede, em Roma, onde o Cardeal Angelo Maria Quirini, OSBCas., perpetuou sua memória com uma elegante inscrição. Em testamento, pediu que fossem celebradas três mil missas para o repouso eterno de sua alma; indicou que dois mil deles deveriam ser celebrados nas igrejas de Roma; e mil na cidade e diocese de Albano; concluiu dizendo que não tinha feito testamento solene porque não tinha nada de que dispor.